# Dafydd Iwan
Dafydd Iwan, rodným jménem Dafydd Iwan Jones (* 24. srpna 1943) je velšský zpěvák, kytarista, textař a politik.

## Život
Narodil se ve vesnici Brynamman v hrabství Carmarthenshire na jihozápadě Walesu. Jeho starším bratrem byl herec Huw Ceredig Jones, mladším politik Alun Ffred Jones. Na počátku své kariéry zpíval převážně protestsongy amerických hudebníků, jakými byli například Woody Guthrie a Pete Seeger. Již v té době zpíval jejich texty přeložené do velštiny a u tohoto jazyka zůstal po celou svou kariéru. Ve svých textech se často zabýval politickými problémy, jako byly například konflikt v Severním Irsku, Pinochetovo prezidentské období v Chile, válka ve Vietnamu i v Zálivu. V letech 2003 až 2010 byl prezidentem politické strany Plaid Cymru.

## Diskografie
- Yma Mae 'Nghân (1972)
- Mae'r Darnau yn Disgyn i'w Lle (1976)
- Carlo a Chaneuon Eraill (1977)
- 20 o Ganeuon Gorau (1977)
- I'r Gad (1977)
- Bod yn Rhydd (1979)
- Ar Dan (1981)
- Rhwng Hwyl a Thaith (1982)
- Yma o Hyd (1983)
- Gwinllan a Roddwyd (1986)
- Dal I Gredu (1991)
- Caneuon Gwerin (1994)
- Cân Celt (1995)
- Y Caneuon Cynnar (1998)
- Yn Fyw Cyfrol 1 (2001)
- Yn Fyw Cyfrol 2 (2002)
- Goreuon Dafydd Iwan (2006)
- Man Gwyn (2007)
- Dos I ganu (2009)
- Cana Dy Gân (2012)